# Добрыдневка
Добрыдневка (укр. Добриднівка) — село, относится к Николаевскому району Одесской области Украины.
Население по переписи 2001 года составляло 155 человек. Почтовый индекс — 67023. Телефонный код — 8-04857. Занимает площадь 0,4 км². Код КОАТУУ — 5123581002.

## Местный совет
67021, Одесская обл., Николаевский р-н, с. Андреево-Ивановка, ул. Ленина, 89